# Karl Kirchmayer
Karl Kirchmayer (* 4. Mai 1853 in Zweikirchen, Gemeinde Hardegg, heute Gemeinde Liebenfels; † 26. April 1919 ebenda) war Gutsbesitzer und Abgeordneter zum Österreichischen Abgeordnetenhaus und gehörte dem Deutschen Nationalverband (Gruppe der deutschen Agrarpartei) an.

## Leben
Karl Kirchmayer war Sohn des Gutsbesitzers Karl Kirchmayer († 1889). Er besuchte ab 1864 eine Realschule in Klagenfurt und machte danach eine landwirtschaftliche Ausbildung in Deutschland. Im Jahr 1879 wurde er aufgrund des Erbes seiner Frau Landwirt in Kulm (Gemeinde Pulst, heute Gemeinde Liebenfels, Bezirk St. Veit). Ab 1889 war er auch Gutsbesitzer in Zweikirchen und seit 1904 auch Besitzer des Guts Hardegg und Besitzer einer Kunstmühle in Feistritz im Rosental.
Er war römisch-katholisch und seit 1879 verheiratet mit Franziska Wirtitsch († 1913), mit der er zwei Söhne und eine Tochter hatte.

## Politische Funktionen
Karl Kirchmayer war Bürgermeister von Hardegg und von 1903 bis 1908 im Kärntner Landtag (9. Wahlperiode). Er war vom 17. Juni 1907 bis zum 30. März 1911 Abgeordneter des Abgeordnetenhauses im Reichsrat (XI. Legislaturperiode), Wahlbezirk Kärnten 7 (Gerichtsbezirk Feldkirchen, Rosegg und Millstatt).

## Klubmitgliedschaften
Karl Kirchmayer war ab 1907 Mitglied im Deutschnationalen Verband. Ab dem 4. Dezember 1908 gehörte er dem Nationalverband der deutschfreiheitlichen Abgeordneten, ab dem 26. Februar 1910 der Gruppe der deutschen Agrarpartei im Deutschen Nationalverband an.